# Примаза
Примаза је ензим који учествује у репликацији ДНК. Међусобно повезује нуклеотиде РНК у кратке ланце (који се називају прајмери) који су комплементарни и антипаралелни у односу на ДНК матицу, чиме се омогућава дејство ДНК полимеразе. Примазе су важне за репликакацију ДНК зато што све познате ДНК полимеразе могу да започну са радом само ако постоји иницијална РНК секвенца или прајмер.